# 源静香
- 藤子不二雄（連載） > 藤子・F・不二雄（著作） > ドラえもん > 登場人物 > 源静香
- 藤子不二雄 > アニメ > ドラえもん > 登場人物 > 源静香

源 静香（みなもと しずか）は、藤子・F・不二雄の漫画作品『ドラえもん』に登場するヒロインで、野比のび太が憧れるクラスメイト。主要人物内での紅一点である。愛称は「しずちゃん」。

## 設定
一人称は主に「あたし」。ただし2005年4月以降放送のテレビアニメ（または同時期の映画）では「ワタシ」で統一されている。
周囲の人物からの呼称は、漫画では「しずちゃん」であるが、アニメでは「しずかちゃん」が定着している。2014年7月に北米で新たに放送が開始されたアニメでは「Sue（スー）」という愛称になっている。また、連載初期は「しず子」と表記されていることもあった。
家族は父・義雄、母（下の名前は設定がない）、ペットの犬（原作に登場するのはペロ）と小鳥（種類は不明だが、話により登場する小鳥は変わり、原作にもアニメにも一般家庭で飼育されるような小鳥しか登場してない）。短編に一度だけ登場した美術評論家のおじさん（父方が母方か、伯父か叔父かは設定がない）がいる。
両親からの呼び名は「しずか」。なお、初期にはジャイアン・スネ夫からも「しずか」と呼ばれたことがあった。1973年と1979年4月2日の初アニメ化から2005年3月18日まで32年に渡って茶色の栗毛だったが、放送開始から約30年以上が経過して同年4月15日からは黒髪に変更されたほか、目を閉じる絵が睫毛と一緒に下がるものに変更された（目が回っている場面を除く）。アニメ第1作（日本テレビ版アニメ）、及び第2作1期では桃色（初期の帯番組時代は赤）一色の服。同じく、桃色（初期の帯番組時代は赤）で白いラインが入ったふんわりめのスカートをほぼ毎回着用していたが、第2作2期では着用していない（これに近いトレーナーや襟付き服、及び普段着などは着ている）。2017年7月28日放送の「あの名作が帰ってくる!ドラえもん夏の1時間スペシャル」からは再度リニューアルが行われ、桃色の襟付き服着用時のスカートの色が、青と緑から赤に変更されている。髪型はツインテールで（おさげ）、眠る時や入浴時も解かないが、第2作2期では解いている場面も見られるようになった。目には眼球ハイライトが入る。
彼女が他の登場人物を呼ぶ場合、漫画の大半とそれにならったアニメ第2作（テレビ朝日版）では、ドラえもん、のび太、スネ夫、ジャイアンをそれぞれ「ドラちゃん」、「のび太さん」、「スネ夫さん」、「たけしさん」など、おおむね「さん」付けで呼んでいる。アニメ第2作1期の初期（1982年10月の「人間メカを作ろう」まで）では「さん」付けではなく、「のび太くん」「たけしくん」など「くん」付けで呼んでいた。漫画でも初期ではドラえもんのことも「ドラえもんさん」、「ドラえもん」と呼んでいた（2巻「ロボ子が愛してる」では「野比くん」と呼んでいる）。その他にも、漫画でジャイアンを「ジャイアンさん」などと呼んでいた時期もあった。またアニメ第2作1期の初期では「ジャイアン」と呼び捨てにしていた時期もあった。長編映画では、『恐竜』、『宇宙開拓史』、『大魔境』の3作品までは、のび太、ジャイアン、スネ夫のことを「くん」付けで呼んでおり、『海底鬼岩城』以降は「さん」付けで呼ぶようになっている。一方、漫画「大長編ドラえもん」では、『恐竜』から『ねじ巻き都市冒険記』まで一貫してのび太を「さん」付けで呼んでいる。
のび太との身長差に関する描写は、相対的に高く描かれることもあれば低く描かれることもあり、一定しない。
歌手やアイドル好きの描写が目立つ。美容には気を遣っており、「顔の美容体操」を行っている。また、よく虫歯に冒されており、痛くてべそをかいていたり、親に歯医者に連れて行かれたりする描写が多い。
雑誌「小学四年生」1970年1月号（1969年12月発売）の「ドラえもん」の連載開始当初は、名前が「しず子」とされておりのび太は「しず子さん」と呼んでいた（「しず子」という表記は単行本には未収録）。「静香（しずか）」の名前に変更されたのは、連載開始から2年後「小学四年生」1972年2月号掲載の「のび太のおよめさん」（てんとう虫コミックス6巻収録）からである。名字の「源（みなもと）」もこの話が初出であった。

### 誕生日
設定上の誕生日
誕生月は5月（日付は設定されていない）。
方倉設定
方倉設定では12月2日。5月という設定になる前は、『ドラえもん』の解説記事等ではこの設定が記載されていた。
藤本の漫画
藤本が執筆した漫画『ドラえもん』では、しずかの誕生日をテーマにした話が複数回描かれているが月日は明確になっておらず、各回で季節も異なる。
- 14巻「ヨンダラ首わ」（服は長袖で、こたつが描かれている。『小学二年生』1973年3月号掲載なので2〜3月という設定）
- プラス1巻「ろく音フラワー」（服は半袖で、スネ夫はしずかに風鈴をプレゼントしようとしている。『小学五年生』1975年8月号掲載なので7〜8月という設定）
- 28巻「しずちゃんの心の秘密」（服は長袖。『小学六年生』1982年10月号掲載なので、9〜10月という設定）

### 学業成績および運動能力
成績は優秀である。しかしテストで85点を取って母親に叱られ、泣きそうな顔をしたこともある。学習塾には通っていないが、家庭教師がついている。
運動をする場面が描かれたことは少ないが、ひみつ道具でのび太の体と入れ替わったときには、野球で活躍したり木登りにチャレンジしたりするなど、優れた体力の持ち主でもある。ときにはのび太以上に快活な振る舞いを見せることもある。また、ドラえもんの道具「正かくグラフ」によると、のび太、静香、スネ夫、ジャイアンの中では、3番目に力持ちだとされており、のび太よりは強い。
また映画『のび太と鉄人兵団』などでは1人でも構わずプールに行こうとする姿も描写されていることや、海や湖では泳ぎ回る様子も見受けられる。
機転が利く面があり、『のび太の大魔境』では先取り約束機で未来の自分達を呼び寄せたり、『のび太と鉄人兵団』ではミクロスの「昔に戻って神様に文句を言いたい」という台詞を聞いてタイムマシンで過去のメカトピアに行って神様にロボットの未来を変えさせる等、ドラえもん達に勝利を与える事が多い。

### 性格
大抵は真面目で優しく、誰にでも平等に接しようとする。困った人を見かけると放っておけず、ひみつ道具の妨害（ムシスカンが放つ強烈な不愉快放射能）をはねのけて、のび太を助けた。ジャイアンとスネ夫にいじめられたのび太を慰めることもある。先生に叱られたことは「ジャイアンやスネ夫と一緒にローラースケートで道路を走る」「ドラえもん、のび太、出木杉と一緒に裏山で遊んでいたとき」「夢の中でのび太やジャイアンと一緒に宿題をしていたとき」くらいである。
おしとやかで礼儀正しいイメージが強いが、母親の厳格なしつけが影響しており、本人も世間体をかなり気にしている(実際好きな食べ物は焼き芋であるにも関わらず、イメージダウンを恐れてはぐらかしている)。一方で周囲の目の届かないところでは、ピーナッツを投げ食いしていたり、寝転がって物を食べたり、下着姿で寝転がっていたりと、はしたない姿も見られ、両親が泊まりがけで出かけたときなどは大っぴらに夜更かしできることを喜び、「いっぺん見てみたかったのよね」などと言ってテレビの深夜放送を盗み見たりもしていた。
おてんばでヒステリックな一面も持っており、特に恥ずかしい思いをした、のび太にスカートを捲られたり入浴をこっそり覗かれるなどプライバシーを著しく侵害された（未遂を含む）ときそれが顕著になり、主にその元凶となったのび太やドラえもんに対し、本気でぶっとばしたり、引っ掻いたり、平手打ちをしたりしている。『ドラえもん のび太の魔界大冒険』では、お尻を撫で回された為にのび太に平手打ちをしている。大切にしている人形を紛失させられたときにも、このように激昂したことがある。また、スネ夫にもセクハラまがいなどの恥ずかしい思いをさせられた時や、失言された時にのび太やドラえもんのように同じ仕打ちをしたりする。
のび太がひみつ道具を悪用、または使用した道具の暴走、のび太の失態で結果的に散々な目に遭ったなどで被害者になった時にはジャイアン、スネ夫と同様にのび太にお仕置きをする展開になる事がしばしばある。ドラえもん側にも非があったが、ドラえもんがのび太が全て悪いという形の発言で片付けた直後にドラえもんの言葉に共感して、ドラえもん、ジャイアン、スネ夫と一緒になってのび太に理不尽なお仕置きをした事もある。お仕置きをする展開まではならないが、同様の理由で怒ってのび太を嫌ってしまう事もよくある。
のび太、ジャイアン、スネ夫や、時には持ち主のドラえもん本人がひみつ道具を悪用したり調子に乗って使い続けた結果しっぺ返しを食らうのは定番であるが、静香についてはそういった出来事は稀。数少ない例として、ひみつ道具で人助けに勤しむのに夢中になりすぎて帰宅が遅くなったため、「こんなに遅くまで夜遊びする子は、うちの子じゃありません!!」と怒った母親に夜更けまで締め出されてしまったということがある。

#### 性格の変化
連載初期の静香は後期とは性格がかなり異なっている面があり、ジャイアンやスネ夫らと一緒になってのび太をからかったり、ぶっきらぼうな言動を取ることも多かった。
初期の特徴的な言動例としては「クラスで一番わすれんぼのあんたが? 」と、のび太を「あんた」や「あんなバカ」と呼び、ホホホと腹を抱えて大笑いするシーンがある。また、「あんたが（ペロを）生きかえらせるんじゃない」と言ったこともある。さらに、エイプリル・フールで「あんたの家が火事よ!」、「あんたはクラスでも有名なへたくそなのよ」といった酷いセリフもある。のび太のあまりの醜態にジャイアン、スネ夫と一緒に笑う描写も増えたが、連載・放送が進むにつれて減少傾向にある。

### 交友
漫画では、のび太をあくまでも友達のひとりとして扱う場面が多く描かれている。25巻「もはん手紙ペン」では、のび太の会話や趣味を幼稚でつまらないものと感じる静香の姿が描かれており、30巻「ひさしぶりトランク」では、昔近所に住んでいた年上の幼なじみと野比家の玄関前で偶然再会し、幼なじみとの会話を優先しその日ののび太との約束を反古にする場面が描かれている。
その一方で、ときに見せる男らしい頼りがいや優しさをしっかりと見届けており、幾度となく彼を見直している。野比家がアメリカに引っ越すという擬似体験の世界では、のび太との突然の別れに対し、塞ぎこむように泣き出したり、のび太の息子のノビスケに「パパが選んだのも分かるよ」と言われ赤面したりと、特別な感情を持っているような描写も描かれている。20巻「雪山のロマンス」では「のび太さんと結婚するわ。そばについててあげないとあぶなくて見てられないから」と発言する未来の姿が描かれている。しかし、スネ夫の切り取られた新聞記事を一方的に信じて「のび太がそんな弱いものいじめする人とは思えなかった」など全くのび太のことを信用していない描写もあるため一概に好意的に思っているわけではなく、むしろ懐疑的に見ている。
ドラえもんに対しては「ドラちゃん」と親しみを込めて呼んでいるが、親友というよりは強い信頼感を抱いている相手である。
スネ夫と仲良くしている場面も少なからずあり、のび太とスネ夫、双方から誘われたとき、スネ夫の家を選んだこともある。スネ夫がのび太を仲間外れにしても、抗議をすることなくスネ夫についていく描写があり、話題性の豊富さを非常に評価している。
ジャイアンと遊ぶことはまれだが、仲は悪くない。のび太やスネ夫のように、ジャイアンからのいじめや暴力、恫喝の被害に遭うことも少ないが、リサイタルには他のキャラクターと同様に苦しめられており、仮病を使ったりして逃げようとしたこともある。テレビアニメ第2作第2期の「ホンネしか言えない!」ではのび太たちとともに空地でリサイタルの瞬間をおびえながら待っていたが、ジャイアン本人から中止と告げられたとたんに大喜びしたため、ドラえもんと男子4人ともども、激怒したジャイアンに追いかけられた。
出木杉ともとても仲が良く、会話が弾むことが多い。そして、勉強もスポーツも何でもできる出木杉には好意を持っているようであり、一時期は交換日記までしていたこともあった他、手編みのマフラーをプレゼントしたりしている。
のび太がジャイアンやスネ夫と仲違いした際には、仲裁役を務めることもある。
その他、普通に女友達と芸能関係や少女向けアニメの話題で盛り上がったり、ゴム跳びや羽根付きを楽しんだりしていることも多い。

### 入浴
風呂が好きで、1日に3回は必ず（要は数時間おきに）入浴する。そのため、昼間から入っている場合もよくある。映画『のび太の宇宙小戦争』では、母親が夕食前（15〜16時頃）に入浴を促している。パピの隠れ家のバスルームで入浴した際、電子レンジ（漫画ではガス台）で牛乳を温めて「ミルク風呂」を実現した（スモールライトで小さくなった際に野比家のバスルームで、水遊びをしていた時に「コップ一杯の牛乳で夢が叶う」と話していた）。作中では、のび太がどこでもドアなどの道具で移動した場合、静香が入浴中の源家の浴室に出たり、透視するような道具を使うと入浴中というのは一種の定番のギャグとなっている。気付いた後は「のび太さんのエッチ!!」の罵声と同時に洗面器のお湯を浴びせたり風呂桶を投げつけたりして追い出す。静香も慣れたためか、あまり叫ばなかったり、全く嫌がらないこともある。また、この風呂好きが物語の進行に大きな役目を持った展開が時に見られる。なお、漫画では「のび太さんのエッチ」というセリフは1回も無い。なお、見られる体格面では漫画連載の途中からバストサイズに変化が見られるが、その他の体格に特に変化はない。これは『BSマンガ夜話』第11弾ドラえもん特集でいしかわじゅんが採り上げている。また、同時期より乳首も描写されるようになったり、映画版の『銀河超特急』では、何も隠さない全裸のシーンがあった。アニメ第2作2期では、パンチラと合わせて入浴シーンは原作やアニメ第2作1期に比べ少なくなっている。これは制作側の自主規制であるとされ、東京都で非実在青少年条例が審議されるなど、未成年キャラクターの露出が問題視されていることへの対応である。実際に、「ドラえもん のび太のひみつ道具博物館」がテレビで放映されたとき、裸のシーンに光が入る修正がされた。

### 習いごと
バイオリンをたしなむが、その腕前はお世辞にも上手いとは言えない出来である（漫画連載当初は上手という設定）。その下手さは演奏を聞いたのび太があぶら汗をかくほど。のび太はこれを「ジャイアンの歌といい勝負」だと評しており、現にアニメ第2作2期「ドラえもんVSドラキュラ」（2008年5月9日・16日放送）、『ドラえもん4 のび太と月の王国』ではジャイアンの歌同様、敵に対する攻撃方法として登場しており、「ドラえもんVSドラキュラ」の終盤では名器ストラディバリウスを弾いて、ジャイアンの歌でも壊れなかったドラキュラロボの聴覚を完膚なきまでに破壊し、事件解決後に空き地でジャイアンとの共演リサイタルを開いた。また、母親に「バイオリンはやめなさい」と言われていたことから、教室を辞めさせられたとうかがえる。
本人はバイオリンの下手さに自覚を持っておらず、「下手」と言われると、激昂する。その為、のび太達は下手な演奏を聞く事になっても、彼女の前で下手だと言えない。ドラえもん、のび太、スネ夫、静香の母、近所の人は静香の下手な演奏に迷惑していたが、ジャイアンだけは彼女のバイオリン演奏を聞いても平気だった。テレビアニメ第2作第1期と第2期では、ひみつ道具が静香の下手なバイオリン演奏を「騒音公害」と見做し、彼女に襲いかかろうとしたり、騒音からのび太を守るといった行動を取るが、その行動によって静香が怒ったり、泣いたりするパターンが多い。
ピアノも習っており、そちらは上手だが、本人はバイオリンの方が好き。母親は静香をピアニストにするのが夢なので、母と衝突することもあるが、未来の描写で静香がピアニストになっているものはない。その他、バレエや生け花を習っていたことがある。

### 嗜好と苦手
1番の好物は焼きいも（方倉設定ではふかしいも）。作中ではたびたび焼きいもを食べていたり家の庭で焼いている描写があり、ドラえもんやのび太が静香の家に行った際おやつに焼きいもが出たほどだが、当人はイメージダウンを恐れて秘密にしている（それは擬似人格もなかなかしゃべらないほど）。のび太やドラえもんも、ひみつ道具で本心を探るまで好物のことを知らず、道具を使った擬似人格からむりやり聞き出して大量の焼きいもをプレゼントした2人は激昂されたが、彼らはなぜ怒るのか静香の気持ちが理解できなかった。なおその疑似人格によれば、2番目の好物はチーズケーキ、3番目は寿司。また、静香は焼きいもを庭で焼くこともあり（サイズはかなり大きめ）、その際は静香の母親も静香に便乗して焼きいもを焼いている。大長編ではホットケーキもしくはパンケーキ、スパゲッティ類、ピザなどを好んで食べることがある。
また、たまにクッキーやケーキを焼いてのび太たちにごちそうし評判もいいが、普段は母親にも手伝ってもらっているということであり、1人で作ったときは砂糖と塩を間違えるミスをしたりオーブンで焼く時間を間違えて焦がしてしまうなど料理の腕前は定かではない。
人形やぬいぐるみが好きで、かなりの数をもっている事からもわかるように女の子らしくメルヘンやファンタジーなどの少女趣味的な嗜好性が強いため、男の子が好むようなアクションものの内容の作品や戦争関連などの暴力的な要素が含まれる作品は好まない。植物や小動物を愛でたり、写生に勤しんだりしている描写も多く、画才に関してはのび太によると「スネ夫よりうまい」と評価。歌うことも好きで、カラオケマイクを離さなかったこともある。
カエルが大嫌いで、見ただけで絶叫したり、飛び上がったりするほど。ほかにクモ、ゴキブリ、トカゲ、毛虫など、女の子が嫌がりそうな生き物はたいてい嫌がる。また、雷が苦手だったり、怖いものに地震を挙げたり、歯医者から逃げ回ったりしている。

### 将来
夢はスチュワーデス、看護師、保育士、外交官など。
将来はのび太と、大学時代の雪山での遭難事故がきっかけで（「そばにいてあげないと危くて見ていられない」という理由で）結婚し、息子としてノビスケをもうけることとなる。
髪形は二つ結びからポニーテールに変わっている。真面目な性格は変わっておらず、のび太に注意する事が多い。息子のノビスケに対しても優しく接したり、時には悪い事をしたノビスケを叱る。

## 関連人物
静香の親戚、関係人物を以下に記す。
|        |        |        |        | 野比家 | 野比家 | 野比家 | 野比家 | 野比家 | 野比家 |        |        |          |          |          |          |                  |            |            |            | 源家       | 源家       | 源家 | 源家 | 源家       | 源家       |            |            |            |            |      |      |  |  |    |    |    |    |    |    |
| のび助 | のび助 | のび助 | のび助 | のび助 | のび助 | 野比家 | 野比家 | 野比家 | 野比家 |        |        | 玉子     | 玉子     | 玉子     | 玉子     | 玉子             | 玉子       |            |            | 源家       | 源家       | 源家 | 源家 | 源家       | 源家       | 義雄       | 義雄       | 義雄       | 義雄       | 義雄 | 義雄 |  |  | 母 | 母 | 母 | 母 | 母 | 母 |
| のび助 | のび助 | のび助 | のび助 | のび助 | のび助 |        |        |        |        |        |        | 玉子     | 玉子     | 玉子     | 玉子     | 玉子             | 玉子       |            |            |            |            |      |      |            |            | 義雄       | 義雄       | 義雄       | 義雄       | 義雄 | 義雄 |  |  | 母 | 母 | 母 | 母 | 母 | 母 |
|        |        |        |        |        |        |        |        |        |        |        |        |          |          |          |          |                  |            |            |            |            |            |      |      |            |            |            |            |            |            |      |      |  |  |    |    |    |    |    |    |
|        |        |        |        |        |        |        |        |        |        |        |        |          |          |          |          |                  |            |            |            |            |            |      |      |            |            |            |            |            |            |      |      |  |  |    |    |    |    |    |    |
|        |        |        |        |        |        |        |        | のび太 | のび太 | のび太 | のび太 | のび太   | のび太   |          |          | 静香             | 静香       | 静香       | 静香       | 静香       | 静香       |      |      |            |            |            |            |            |            |      |      |  |  |    |    |    |    |    |    |
|        |        |        |        |        |        |        |        | のび太 | のび太 | のび太 | のび太 | のび太   | のび太   |          |          | 静香             | 静香       | 静香       | 静香       | 静香       | 静香       |      |      |            |            |            |            |            |            |      |      |  |  |    |    |    |    |    |    |
|        |        |        |        |        |        |        |        |        |        |        |        |          |          |          |          |                  |            |            |            |            |            |      |      |            |            |            |            |            |            |      |      |  |  |    |    |    |    |    |    |
|        |        |        |        |        |        |        |        |        |        |        |        | ノビスケ | ノビスケ | ノビスケ | ノビスケ | ノビスケ         | ノビスケ   |            |            | 妻         | 妻         | 妻   | 妻   | 妻         | 妻         |            |            |            |            |      |      |  |  |    |    |    |    |    |    |
|        |        |        |        |        |        |        |        |        |        |        |        | ノビスケ | ノビスケ | ノビスケ | ノビスケ | ノビスケ         | ノビスケ   |            |            | 妻         | 妻         | 妻   | 妻   | 妻         | 妻         |            |            |            |            |      |      |  |  |    |    |    |    |    |    |
|        |        |        |        |        |        |        |        |        |        |        |        |          |          |          |          |                  |            |            |            |            |            |      |      |            |            |            |            |            |            |      |      |  |  |    |    |    |    |    |    |
|        |        |        |        |        |        |        |        |        |        |        |        |          |          |          |          | のび太と静香の孫 |            |            |            |            |            |      |      |            |            |            |            |            |            |      |      |  |  |    |    |    |    |    |    |
|        |        |        |        |        |        |        |        |        |        |        |        |          |          |          |          |                  |            |            |            |            |            |      |      |            |            |            |            |            |            |      |      |  |  |    |    |    |    |    |    |
|        |        |        |        |        |        |        |        |        |        |        |        |          |          |          |          | セワシの父       | セワシの父 | セワシの父 | セワシの父 | セワシの父 | セワシの父 |      |      | セワシの母 | セワシの母 | セワシの母 | セワシの母 | セワシの母 | セワシの母 |      |      |  |  |    |    |    |    |    |    |
|        |        |        |        |        |        |        |        |        |        |        |        |          |          |          |          | セワシの父       | セワシの父 | セワシの父 | セワシの父 | セワシの父 | セワシの父 |      |      | セワシの母 | セワシの母 | セワシの母 | セワシの母 | セワシの母 | セワシの母 |      |      |  |  |    |    |    |    |    |    |
|        |        |        |        |        |        |        |        |        |        |        |        |          |          |          |          |                  |            |            |            |            |            |      |      |            |            |            |            |            |            |      |      |  |  |    |    |    |    |    |    |
|        |        |        |        |        |        |        |        |        |        |        |        |          |          |          |          |                  |            |            |            | セワシ     |            |      |      |            |            |            |            |            |            |      |      |  |  |    |    |    |    |    |    |

- ★印はアニメのみに登場するオリジナルキャラクター。

### 両親
静香のママ
声 - 不明（1973.6）→横沢啓子（1979.4 - 1981.8）→松原雅子（1981.8 - 2005.3）→折笠愛（2005.4 - ）
基本的には優しいが、しつけ面では厳しく、不注意で夜に帰宅してしまった静香に腹を立てて締め出したり、テストで85点しか取れなかったからと叱ったりすることがある。夫から貰った真珠のネックレス（推定300万円相当）を大事にしている
アニメ映画ではこのネックレスを静香の結婚式前夜に静香に引き渡す場面が描かれている。

源家のカナリアが逃げる原因には彼女がかごの戸締りを忘れるというずぼらな行動によるものもある。
ドラえもんの派生漫画『友情伝説ザドラえもんズ』では、結婚前はバイオリニストになる夢を持っておりバイオリンが上手で、彼女のバイオリンの演奏を静香の父である義雄が毎日聞きに来ていたことから結婚に至るといういきさつが描かれている。音楽演奏の才能は娘には引き継がれておらず、その際のび太は結婚前の静香の両親に対して「あなたたちが結婚して静香という娘が産まれてもバイオリンだけは習わせないで下さい」と発言している。
名前は設定されていない。
源 義雄（みなもと よしお）
声 - 不明（1979.4）→加藤正之（1979.11 - 1980.3）→池田勝（1981.10）→不明（1983.11）→久米明（劇場版『のび太の結婚前夜』）→田原アルノ（2005.7 - ）
声（幼少期） - 原田ひとみ（2010.5）
演 - 三浦友和（トヨタ自動車「パッソ」CM）
静香の父親。登場回数は少ない。パイプでの喫煙を嗜んでいる。職業は会社員だが、職種は不明。一人称は「僕」で、二人称は娘の静香にも「君」と呼んでいる(目上の相手には「あなた」を使う)。
静香の結婚式前日には、婿であるのび太の人間性を高く評価している。
登場した話は0巻「ハイキングに出かけよう」、1巻「一生に一度は百点を…」、3巻「ペロ!生きかえって」、22巻「無事故でけがをした話」、25巻「のび太の結婚前夜」、36巻「貸切チップ」、44巻「十円なんでもストア」などである。
テレビアニメでは顔や形が統一されていなかった時期がある。テレビアニメ第2作第2期の「どこでも大砲」では、会社の机には妻と娘、そしてペロまで揃った家族写真が飾ってあった。
トヨタのCMでは最終回に登場。娘がのび太との結婚に迷っていることに気づき、共にテニスに興じた後、「自分の選択を信じていいんじゃないかなぁ」と背中を押した。しかし、のび太がその様子をこっそり見に来ていることを知ると「ちょっとだけ心配になってきたよ」とコメントした。

### 親戚
美術評論家のおじさん
声 - 嶋俊介（1980.10）→緒方賢一（2010.1）→稲田徹(2025.3)
8巻「ロボットがほめれば…」に登場。
父方のおじか母方のおじかは設定がない。
スネ夫の絵に天才的なセンスを感じとって褒めている。一方でのび太が描いたヘタクソな絵を見て評価に困ったようで「これ、幼稚園の頃描いたの？」と無神経なことを言ってしまう。その後、ロボットの効果によりスネ夫のおねしょ布団を芸術だと褒め称え、感激の余り涙を流していた。
テレビアニメ第2作第2期では、のび太は「幼稚園」と言われたことを根に持っていた。
6年ぶりのおじさま
30巻「久しぶりトランク」に登場。しずちゃんと、6年ぶりに再会した。
親戚のよっちゃん
てんとう虫コミックスプラス5巻「強力ウルトラスーパーデラックス錠」に登場する静香の親戚。
しずちゃんの従姉妹
のび太が一目惚れするほどの美少女。8巻「みたままスコープ」に登場する。
しず姫★
声 - かかずゆみ（2016.12）
『大みそかだよ!ドラえもん1時間スペシャル「戦国のび兵衛がんばれ」』に登場。外見は源静香にそっくりだが、男勝りで武芸の心得がある。のび太の先祖ののび兵衛とは知り合いで、父親である殿様は学校の先生に酷似している。従者にはスネ夫の先祖であるスネ丸がいる。敵方の忍者・雲隠ジャイ蔵にさらわれてしまうが、助けに来たドラえもんたちの援護を受け救出された。エンディングではのび兵衛が手柄をスネ丸に譲ったことに不満を感じていたが、「ここで名乗ればこれからも戦に参加させられるから怖い」という理由を聞き、彼らしいと笑顔を見せた。
原作漫画をもとにしたアニメオリジナルストーリーであり、静香としず姫の間に血縁関係があるのかは不明。また学校の先生と殿様の血縁関係も不明である。
静香のおばさん ★
声 - 佳川紘子（1981.10）→定岡小百合（1993）
アニメオリジナルキャラクター。
この他に鉄道ファンで北海道に住むいとこがいる。漫画では「ヨっちゃん」と呼ばれる従弟も登場している。テレビアニメ版のエピソード「こうもりキャップ」では、「ユリちゃん」と呼ばれた従姉妹が登場した。テレビアニメ版には静香と瓜二つの従弟も登場した。アニメ映画『ドラミちゃん アララ・少年山賊団!』では、戦国時代の領主の家に「おしず」という人物が奉公していた（静香との血縁関係は不明）。

### ペット

#### 犬
ペロ
声 - 不明（1979.11）→千葉一伸（2006.5 - ）
源家の飼い犬。
3巻「ペロ!生きかえって」に登場する大型犬。静香が赤ん坊の頃から飼われており、幼少時の静香に襲いかかった野犬の群れを単身撃退したこともある忠犬。病気にかかって死んでしまったが、タイムマシンで治療しに行ったドラえもんたちの働きで死を免れる。
14巻「ヨンダラ首輪」には白い子犬がペロという名前で登場する。
アニメ映画『ドラえもん のび太の月面探査記』にも登場する。
チロ
12巻「はいどうたづな」に登場。
シロ
16巻「ドロン葉」に登場。

#### 鳥
下記の他にもインコ、オウムを飼っていたことがある。8巻「わらってくらそう」で小鳥が死んだと静香が発言する場面が描かれているが、鳥種と名前は不明である。
ピー子
源家のカナリア（話によっては「カナリヤ」と表記）。鳥かごから逃げ出し、のび太たちに探すのを手伝ってもらう場面がよく描かれる。
30巻「野生ペット小屋」では、ガスストーブのガス管が外れているのを静香に知らせた。
45巻「ガラパ星からきた男」では、ガラパ星の科学力で強化され、猫を追い払えるほどに強くなり、アリ人間たちを倒した。
カナリヤ（名前不明）
12巻「ミサイルが追ってくる」は、源家のカナリヤが野良猫のクロに食べられてしまった場面から始まる。
チッチ
12巻「ペットそっくりまんじゅう」のみに登場する小鳥。静香によると器量よしでとても声がいいとのこと。
文鳥
6巻「台風のフー子」に登場。
ジュウシマツ
24巻「おかし牧草」に登場。

#### ネズミ
ハツカネズミ
プラス5巻「「スパルタ式にが手こくふく錠」&「にが手タッチバトン」」に登場。
ハムスター★
2007年12月31日放送のテレビアニメ「もうすぐネズミ年だよ、ドラえもん」ではハムスターを飼っている場面が描かれている（名前は不明）。

#### その他
猫
7巻「ウルトラミキサー」に飼い猫のトラネコが登場する。
テレビアニメ「ごきげんメーター」では、「ミケ」という猫を飼う場面が描かれている。

## 配役

### 声優
- 恵比寿まさ子（初代：テレビアニメ第1作）
- 野村道子（2代目：テレビアニメ第2作第1期）
- かかずゆみ（3代目：テレビアニメ第2作第2期）

テレビアニメ第2作第1期（過去・未来）
- 幼少時：野村道子（1979.6 - 1994.4）→佐久間レイ（2000.3）
- 青年時・大人：野村道子（1979.4 - 1999.3）

テレビアニメ第2作第2期（過去・未来）
- 幼少時：かかずゆみ（2008.8 - ）
- 青年時・大人：かかずゆみ（2005.4 - ）

### 俳優
- 舞台版『ドラえもん のび太とアニマル惑星』 - すほうれいこ
- トヨタ自動車コーポレートCM（2011年11月 - 2013年8月） - 水川あさみ
- トヨタ自動車『パッソ』CM（2014年4月 - ） - 水川あさみ
- 舞台版『ドラえもん のび太とアニマル惑星』 - 樋口日奈（乃木坂46）
- 『ソフトバンク5GCM』（2020年3月 - ） - 小宮山莉渚（15歳時）、上戸彩（45歳時）

## テーマソング
テーマソングとして「しずかちゃんのうた」（作曲・編曲：菊池俊輔、歌：かおりくみこ）と「おとなりのプリンセス」（作詞：マイクスギヤマ、作曲・編曲：沢田完、歌：かかずゆみ）がある。前者はテレビアニメ第2作1期、後者はテレビアニメ第2作2期の曲となっている。

## 静香のモデル論
キャラクターの性格のモデルについては、作者の妻の藤本正子という説もあるが、2006年4月1日発行の朝日新聞の「be on Saturday」特集『愛の旅人』の「理想の少女にモデルは」の記事では作者の妻の藤本正子や藤子不二雄Aの証言からキャラクターモデルはオードリー・ヘプバーン説を展開している。
藤子のアシスタントを務めたえびはら武司は自著『まいっちんぐマンガ道』の中で、静香のモデルは藤子の元アシスタントである志村みどりではないかと指摘している。藤子スタジオにたまたまやってきた志村と会ったとき、その外見がどことなく静香に似ていたこと、志村みどりの本名が「○○シズヨ」であることがその根拠としている。ただし、気になったえびはらが藤子に真相を尋ねた際は「たまたま、偶然」だと否定された。志村は、『ドラえもん』誕生のきっかけとなった起き上がりこぼしの「ポロンちゃん」を藤子宅に届けた人物でもある。前述の初期設定である、「しず子」という名前の由来は、本作の初代担当編集者(小学四年生)の河井常吉(かわい　つねよし)　の初恋の相手の名前からである。